# Arctostaphylos pungens
Arctostaphylos pungens är en ljungväxtart som beskrevs av Carl Sigismund Kunth. Arctostaphylos pungens ingår i släktet mjölonsläktet, och familjen ljungväxter. Inga underarter finns listade i Catalogue of Life.

## Bildgalleri

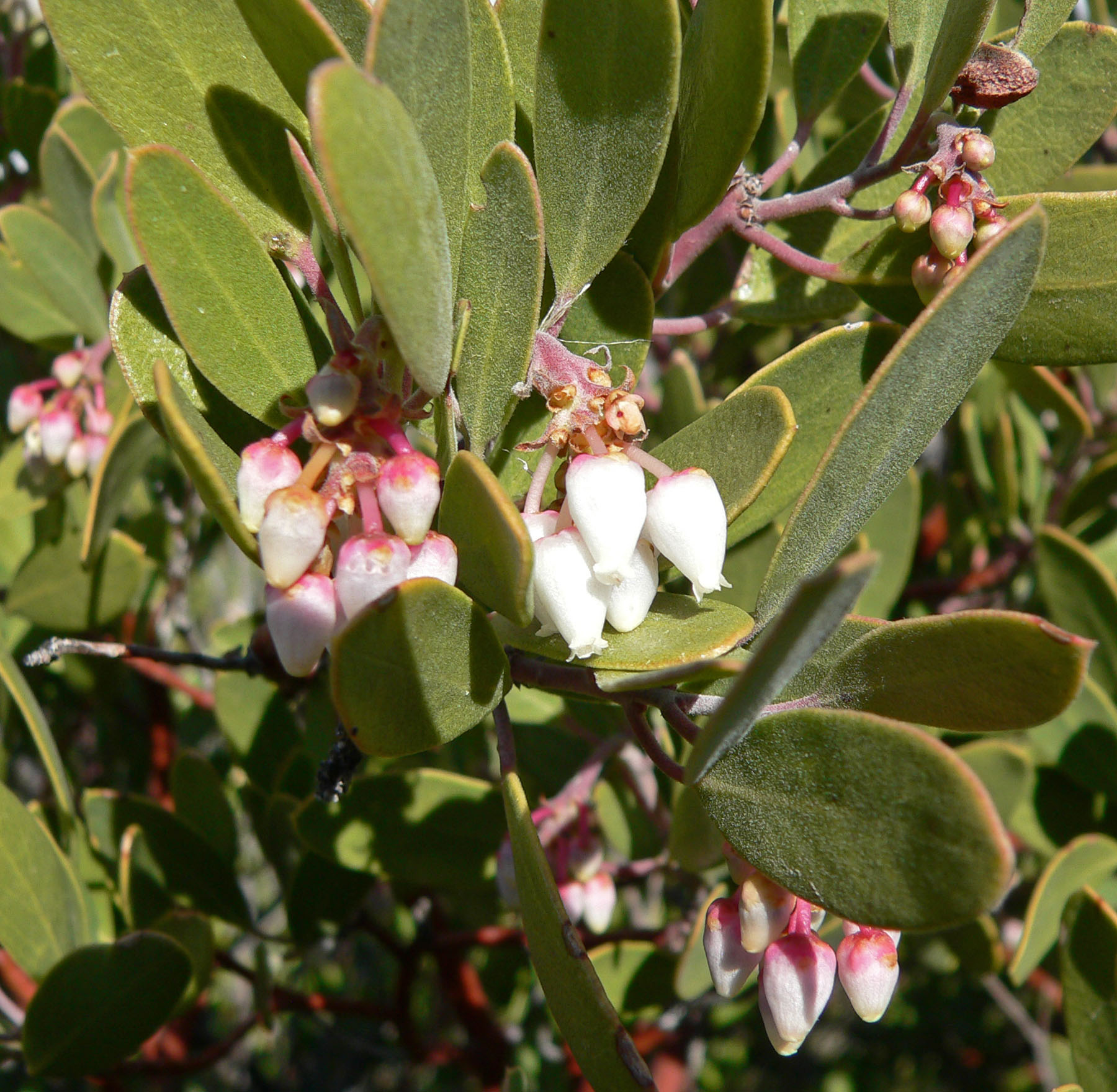
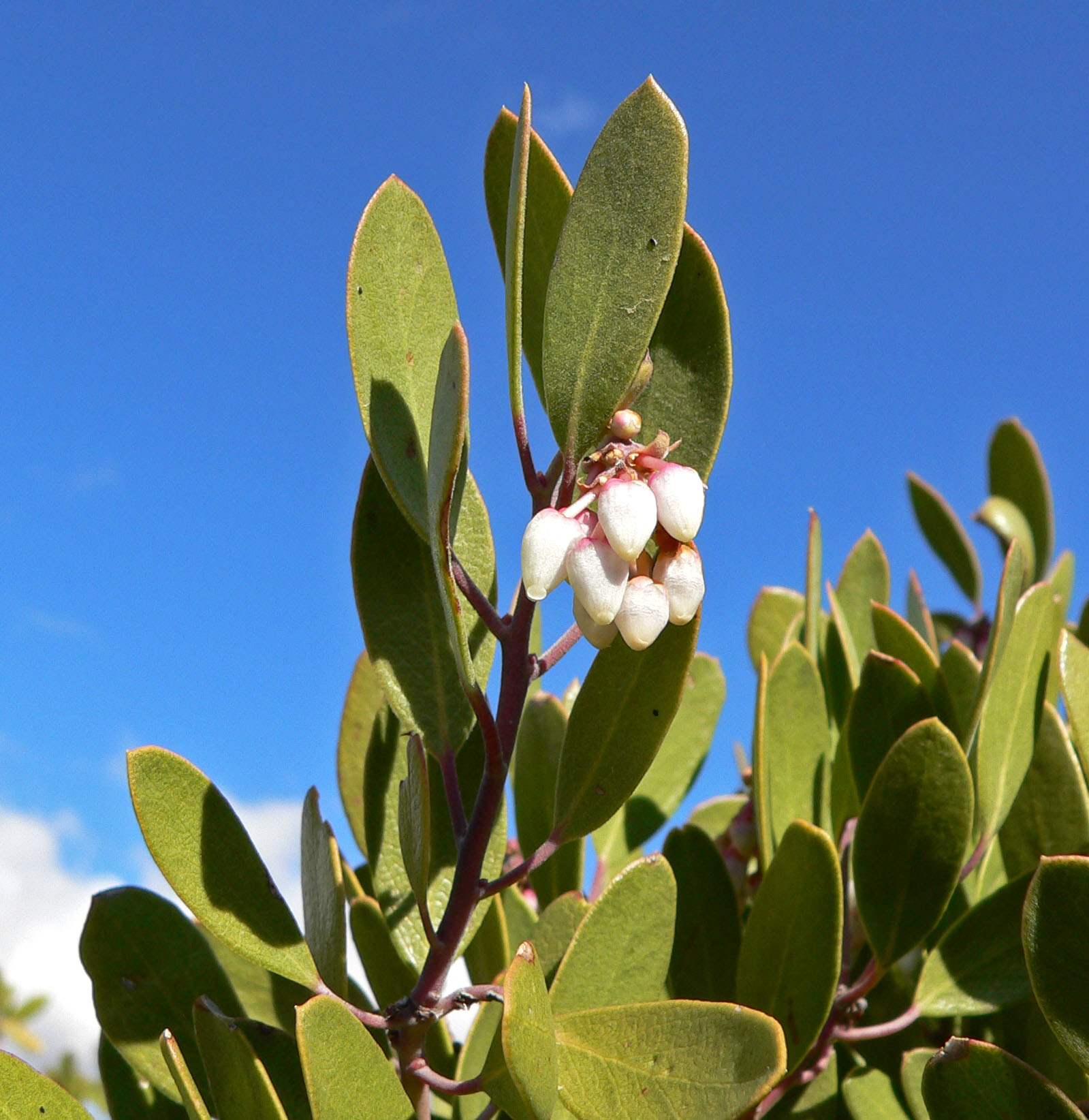
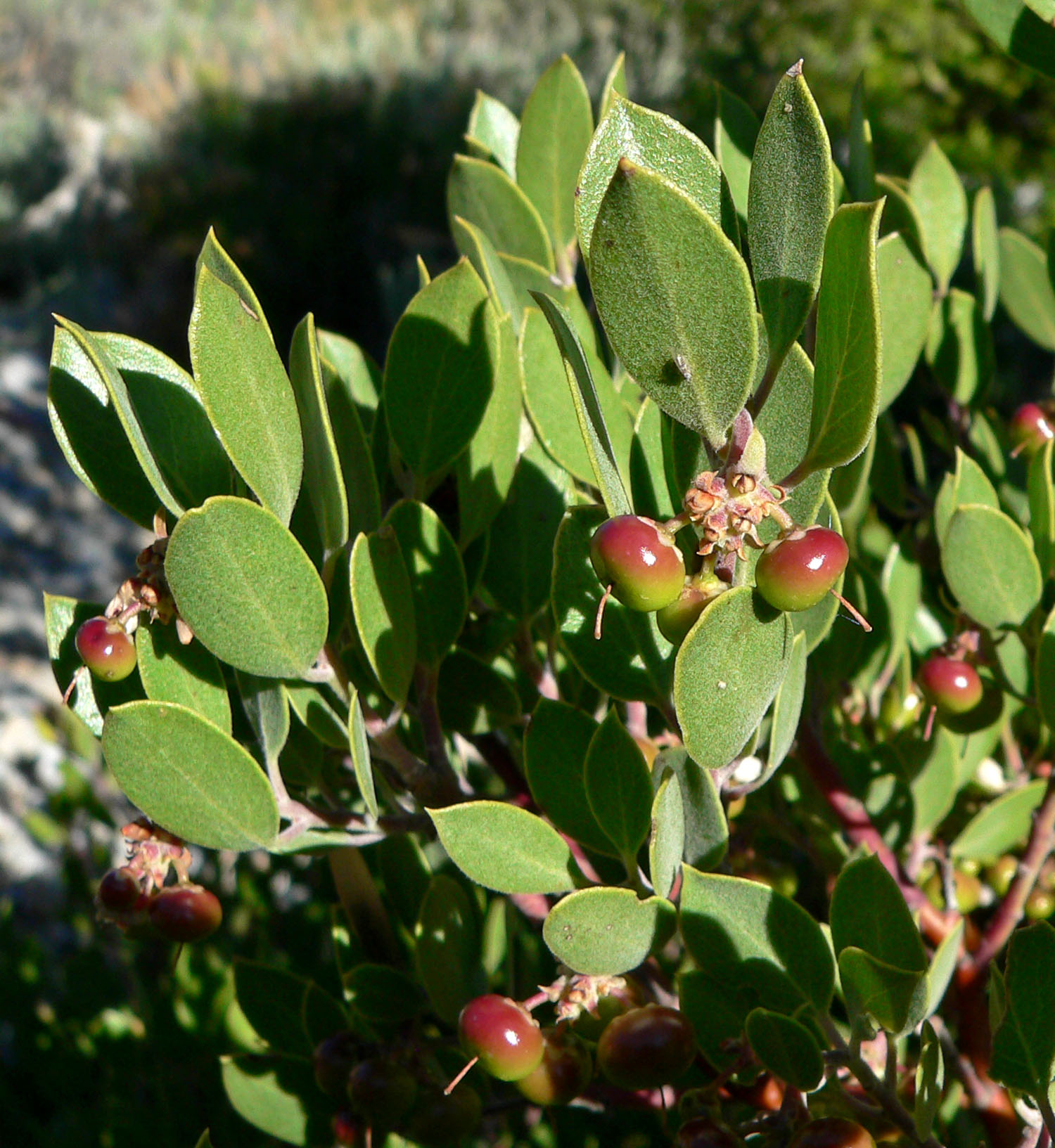
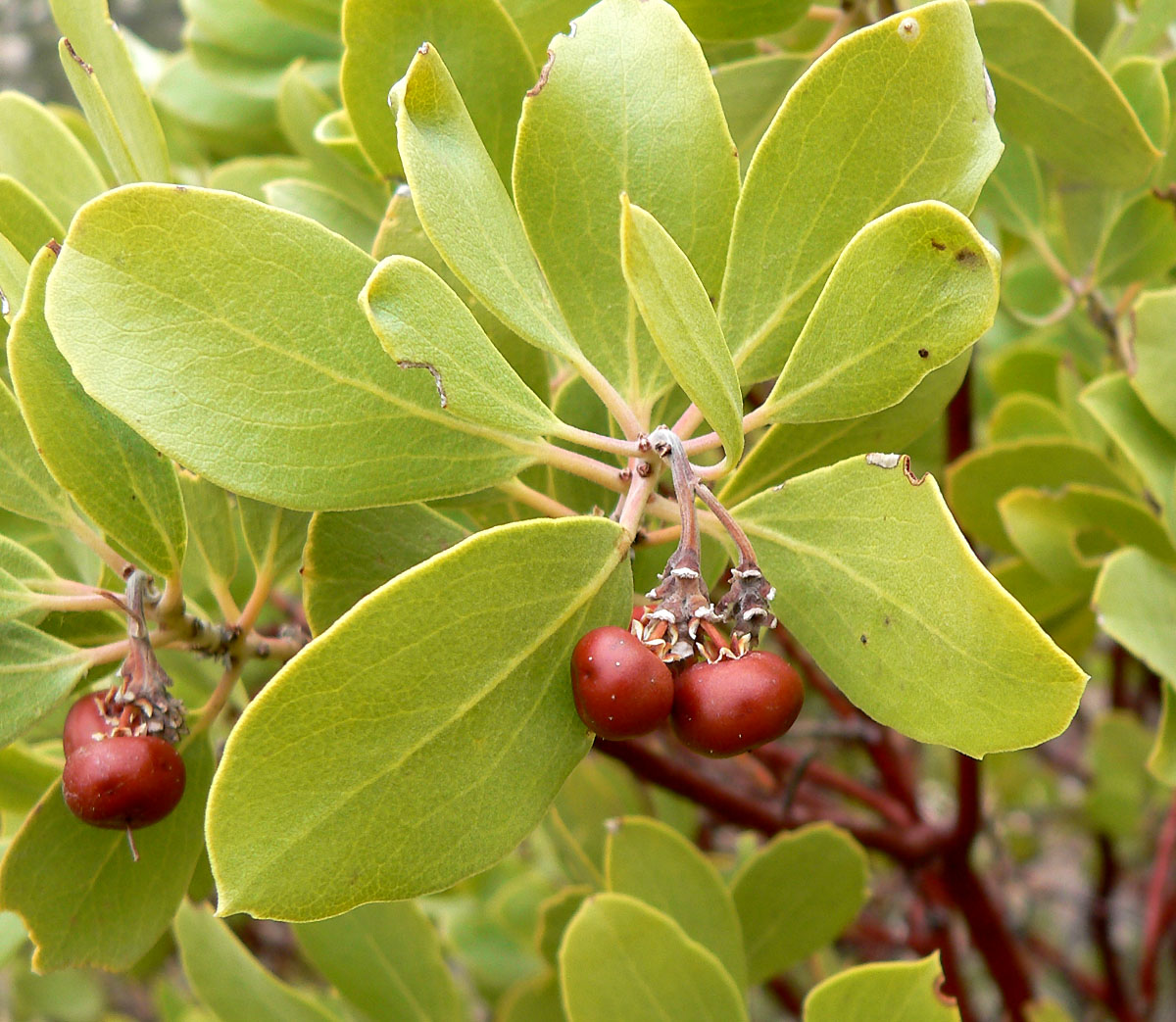
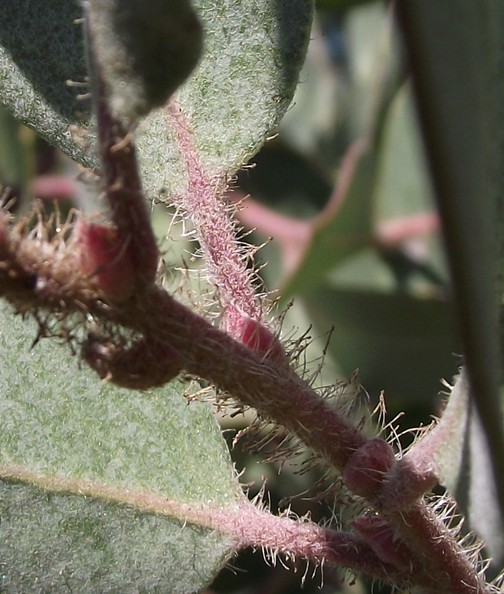
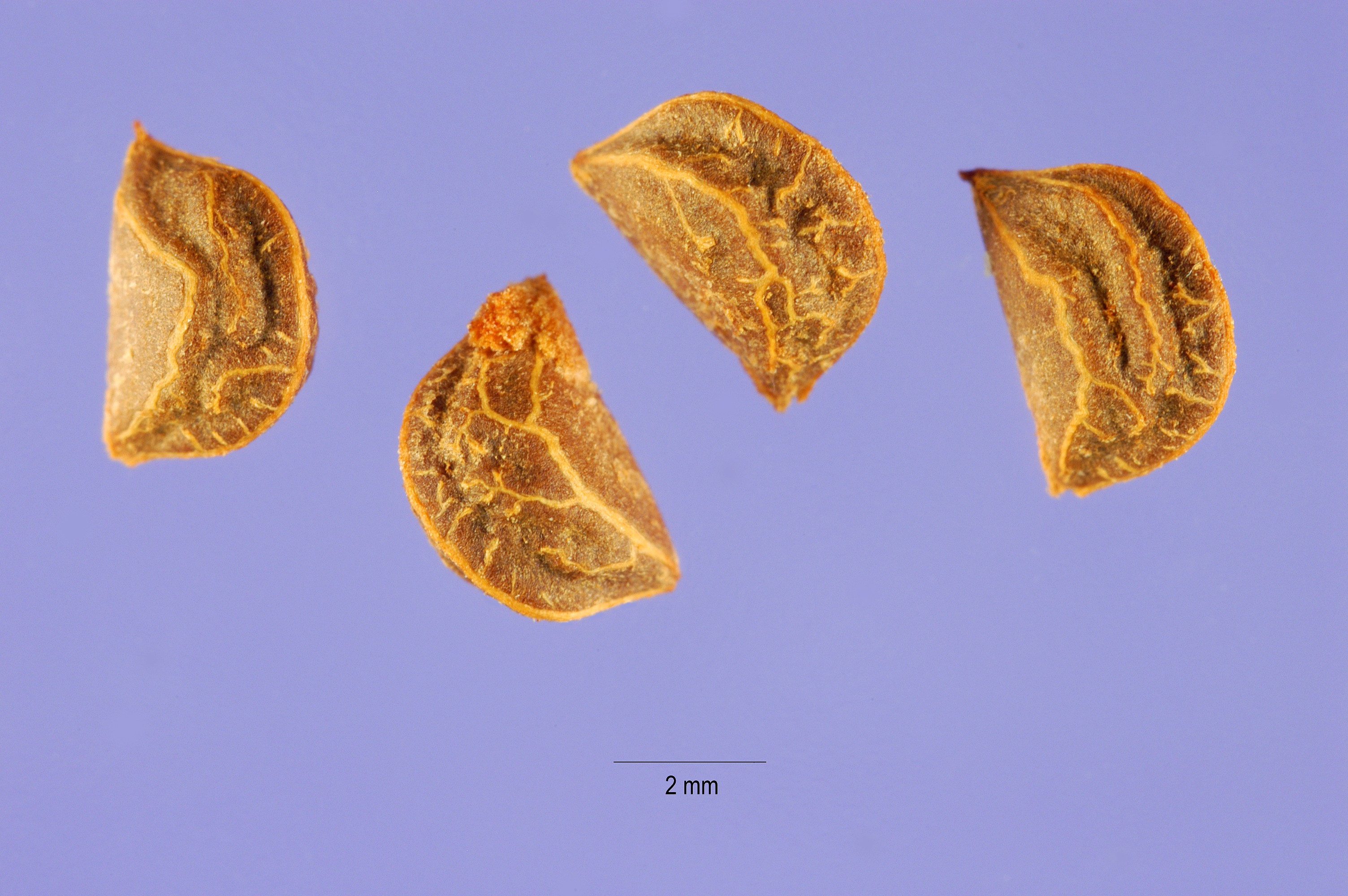